# Normas de emissões
As normas de emissões são um conjunto de documentação legal as quais estão sujeitas as descargas de emissões a partir de uma única fonte, móvel ou estacionária.
São aplicados aos sectores cujas emissões são de maior quantidade, como a industria em geral, os veículos rodoviários, ferroviários aéreos ou marítimos. Podem ser aplicados a um sector de actividade, a uma instalação ou entidade industrial ou mesmo a um equipamento especifico, e têm como objectivo regulamentar e controlar os níveis de poluentes emitidos.